# 毛里齐奥·达米拉诺
毛里齐奥·达米拉诺（義大利語：Maurizio Damilano，1957年4月6日—），意大利男子田径运动员。他曾代表意大利参加1980年、1984年、1988年和1992年夏季奥林匹克运动会田径比赛，共获得一枚金牌和二枚铜牌。